# Субтрактивное смешение цветов

Субтрактивное смешение цветов

Субтрактивное смешение — это метод синтеза, основанный на вычитании элементов друг из друга.
Субтрактивное смешение цветов — получение цвета путём вычитания из спектрально-равномерного белого света отдельных спектральных составляющих. Заключительная стадия процесса цветовоспроизведения по субтрактивному методу.
Используется, например, для определения цвета (модели CMYK и RYB), или для получения звука (вычитание волн, к примеру, синтезатор Subtractor из популярной музыкальной программы Propellerhead Reason).

## Цвета, поглощаемые веществом
Цветовые вещества образуют цвета благодаря выборочному отражению определённого диапазона светового спектра. Тот участок спектра, который отражается обратно в глаз человека, создаёт цветное восприятие для смеси цветных веществ. Например, красное яблоко имеет красный цвет благодаря поглощению других участков светового спектра и отражению обратно красного участка. Для создания поглощённого цвета необходимы три компонента: источник света (желательно белый свет), образец и приёмник (может быть глазом).

## В цветной печати

### Печать на чёрном фоне
На чёрном фоне цвета могут быть созданы смешиванием трёх видов красок: красной, зелёной и синей, или в цветовой модели RGB. Также, подобно CMY, одновременное смешивание всех трёх видов красок обычно не даёт достаточно яркого белого цвета, поэтому необходимо добавить белую краску (получается цветовая модель «красный-зелёный-синий-белый»).
Использование этой цветовой модели на чёрном фоне подобно использованию белого маркера на чёрной доске, в сравнении с чёрной ручкой на белой доске.

### Печать на цветном фоне
На цветном фоне можно использовать различные основные цвета для создания разнообразных оттенков, но, как правило, гамма цветов относительно узка.